# 佐賀県道29号佐賀停車場線
佐賀県道29号佐賀停車場線（さがけんどう29ごう さがていしゃじょうせん）は、佐賀県佐賀市を通る県道（主要地方道）である。中央大通りの愛称がある。

## 概要
佐賀市駅前中央1丁目から佐賀市松原2丁目に至る。
佐賀市の中心駅であるJR九州長崎本線 佐賀駅と佐賀県庁を結ぶ幹線道路で、一部が唐人町商店街を形成する。8月上旬の佐賀城下栄の国まつりや10月の佐賀インターナショナルバルーンフェスタ前夜祭では、車両通行禁止にしてさまざまなイベントが開催される。
無電柱化と歩道の4.5 mへの拡幅が行われている。歩道は佐賀錦の紋様を模った磁器タイルブロック舗装、ムツゴロウの写真を陶板に印刷したマンホールの蓋が採用され、モミジバフウの街路樹が並ぶ。ロマンシング サ・ガやゾンビランドサガのデザインマンホールもある。また2018年（平成30年）以降、歩道の各所に幕末から明治時代の佐賀県出身の偉人25名を顕彰する像が設置されている。

### 路線データ
- 起点：佐賀県佐賀市駅前中央1丁目（JR九州長崎本線 佐賀駅前）
- 終点：佐賀県佐賀市松原2丁目（佐賀城北御堀端交差点[6][7]、国道264号交点、佐賀県道49号佐賀空港線終点）

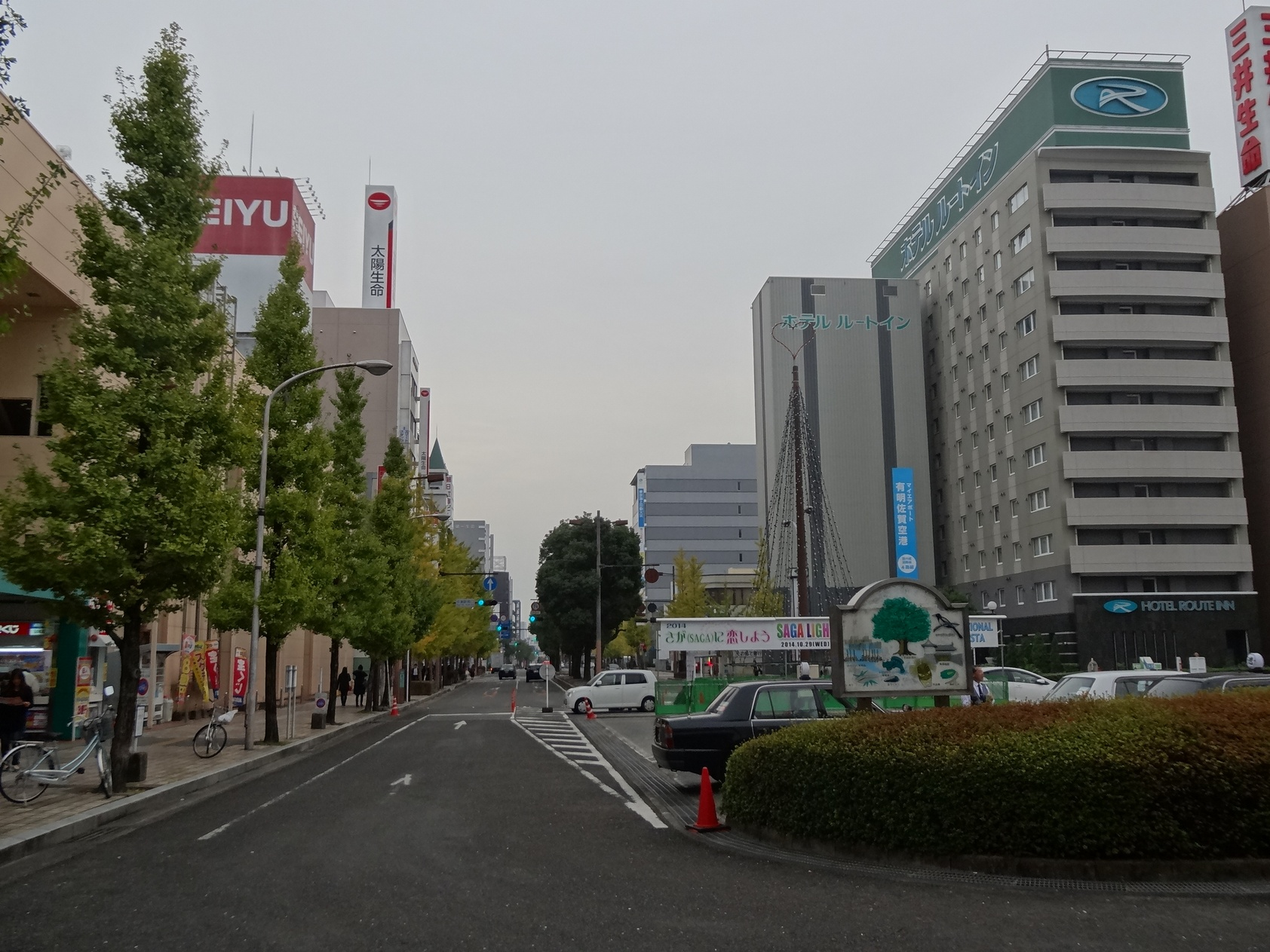
佐賀駅南口から南方向（2014年10月）
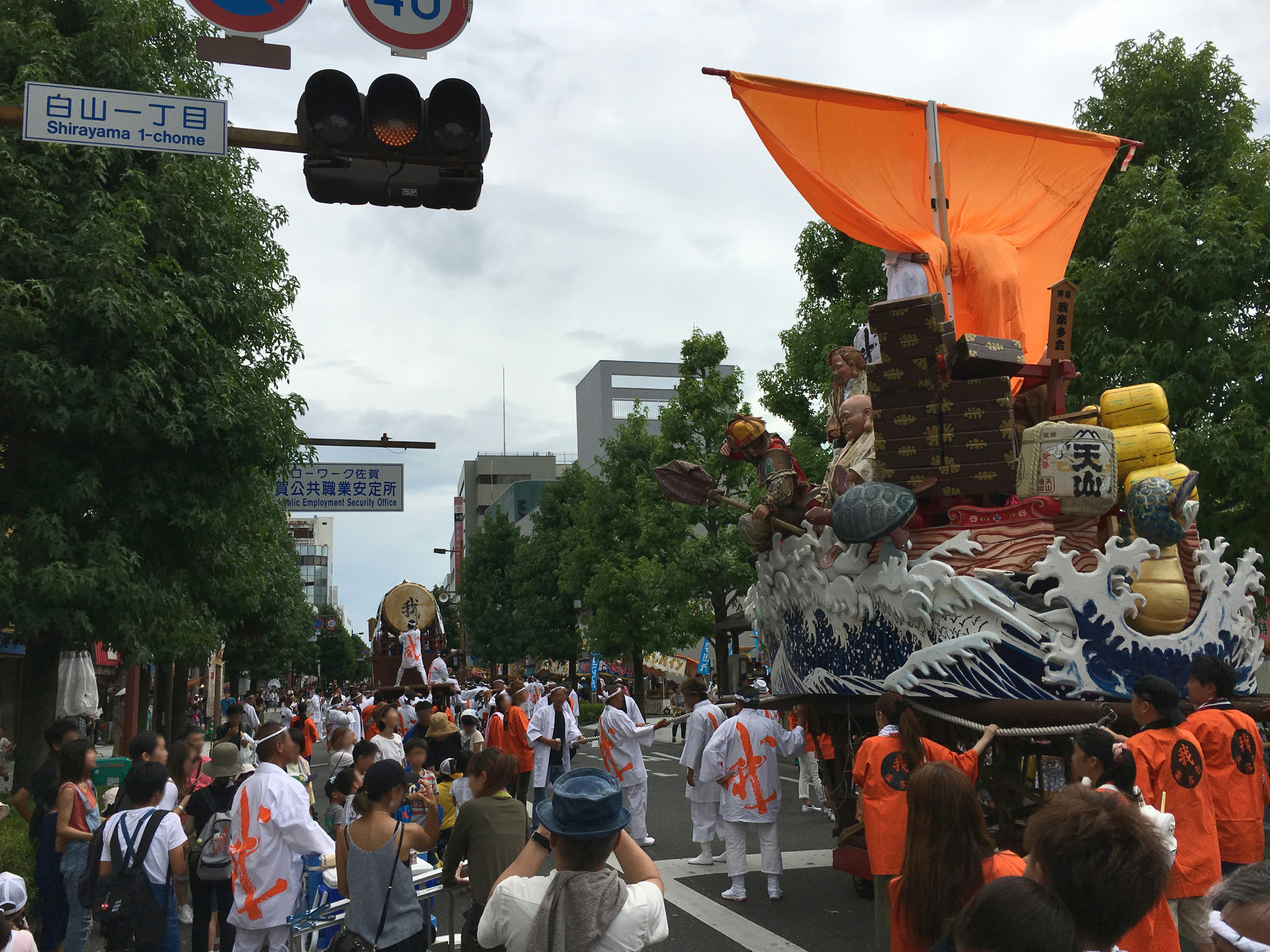
中央大通りを練り歩く佐賀城下栄の国まつりの神輿（2017年）

## 歴史
- 1938年（昭和13年） - 佐賀市が指定した延長約1.3 kmの都市計画道路佐賀駅末次線として、県営により工事に着手。ただし、戦時中は中断[8]。
- 1954年（昭和29年） - 一般県道佐賀停車場線が主要地方道に指定される[9]。
- 1959年（昭和34年） - 唐人町商店街にアーケードが設置される[10]。なお、アーケードは片屋根式だった。
- 1964年（昭和39年）8月10日 - 佐賀銀行本店前から現・郵便局前交差点までの約1 kmの区間が幅員20 mで改良延伸開通。工期12年、事業費3億3,400万円（当時）をかけ行われた[8][11]。これ以前の南北の大通りは十間堀川でカーブして県庁前通りに至るルートだった。
- 1975年度（昭和50年度） - 佐賀駅の高架化移転に伴い北に200 m弱延伸[12]。
- 1985年（昭和60年） - 唐人町商店街のアーケードが撤去される[10]。
- 1991年（平成3年） - 1986年（昭和61年）から実施されてきたシンボルロード整備事業が完了[10]。1,410 mの区間で無電柱化および歩道の拡張とタイル舗装などが行われる[1]。
- 1993年（平成5年）5月11日 - 建設省から、県道佐賀停車場線が佐賀停車場線として主要地方道として再指定される[13]。

## 路線状況

### 通称
- 中央大通り[1]

## 地理

### 通過する自治体
- 佐賀市

### 交差する道路
| 交差する道路                                                                            | 交差する場所  | 交差する場所                |
| --------------------------------------------------------------------------------------- | ------------- | --------------------------- |
| 佐賀県道267号松尾佐賀停車場線 / 駅西通り 佐賀県道294号薬師丸佐賀停車場線 / 市役所南通り | 駅前中央1丁目 | さが維新広場交差点          |
| 国道264号 / 東いちょう通り・貫通道路 佐賀県道49号佐賀空港線                             | 松原2丁目     | 佐賀城北御堀端交差点 / 終点 |

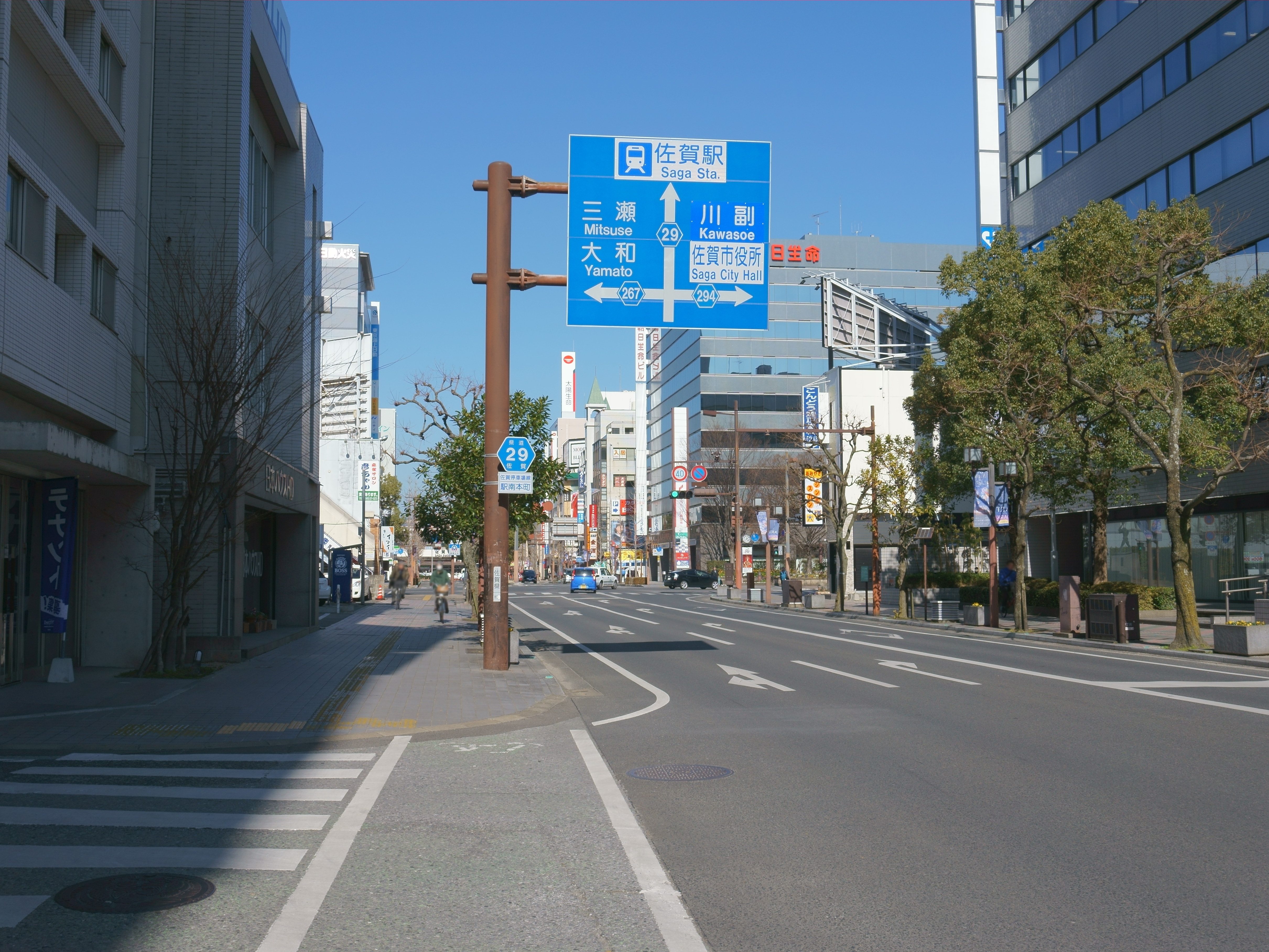
駅南本町付近。さが維新広場交差点交差点方向
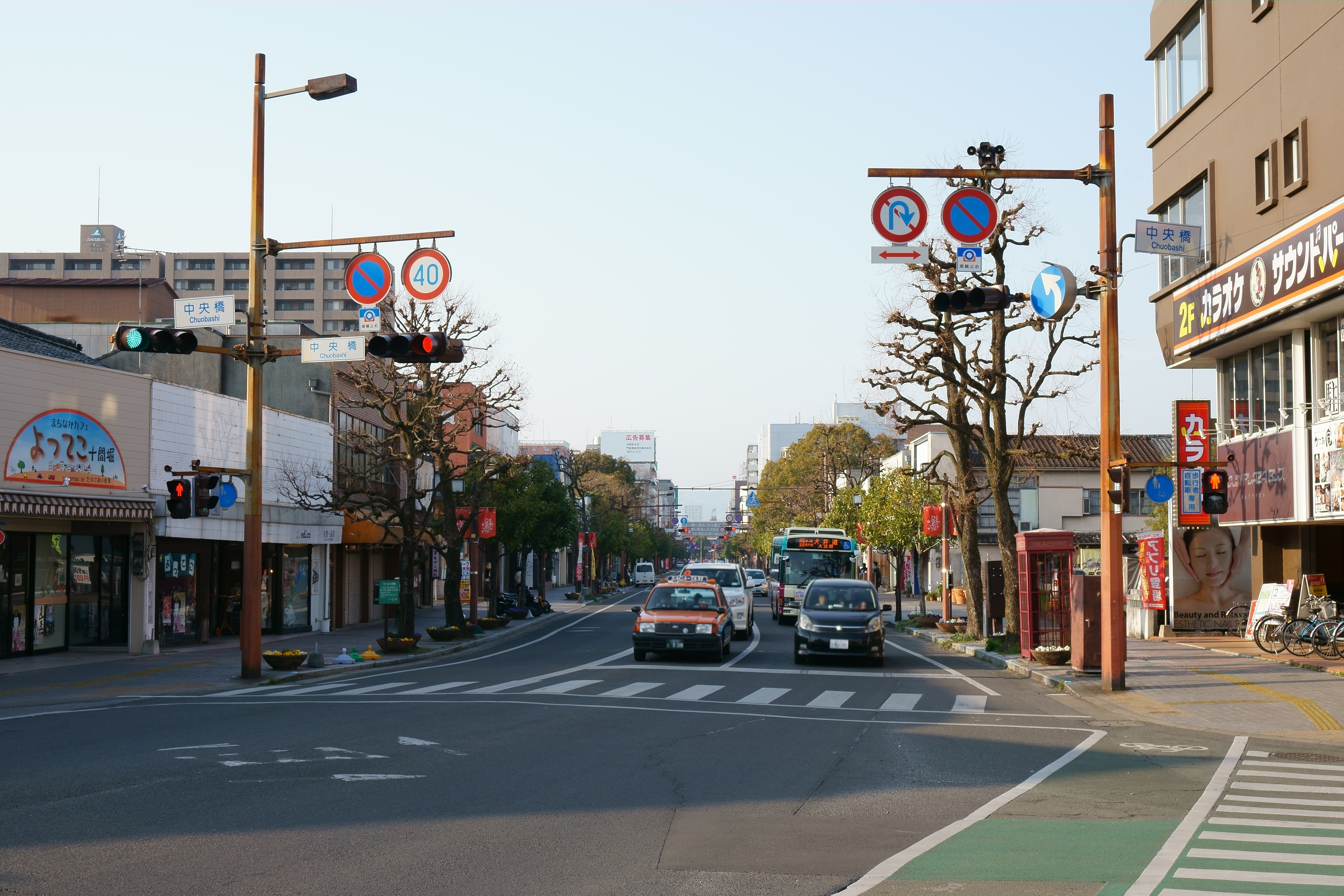
中央橋から佐賀駅方面
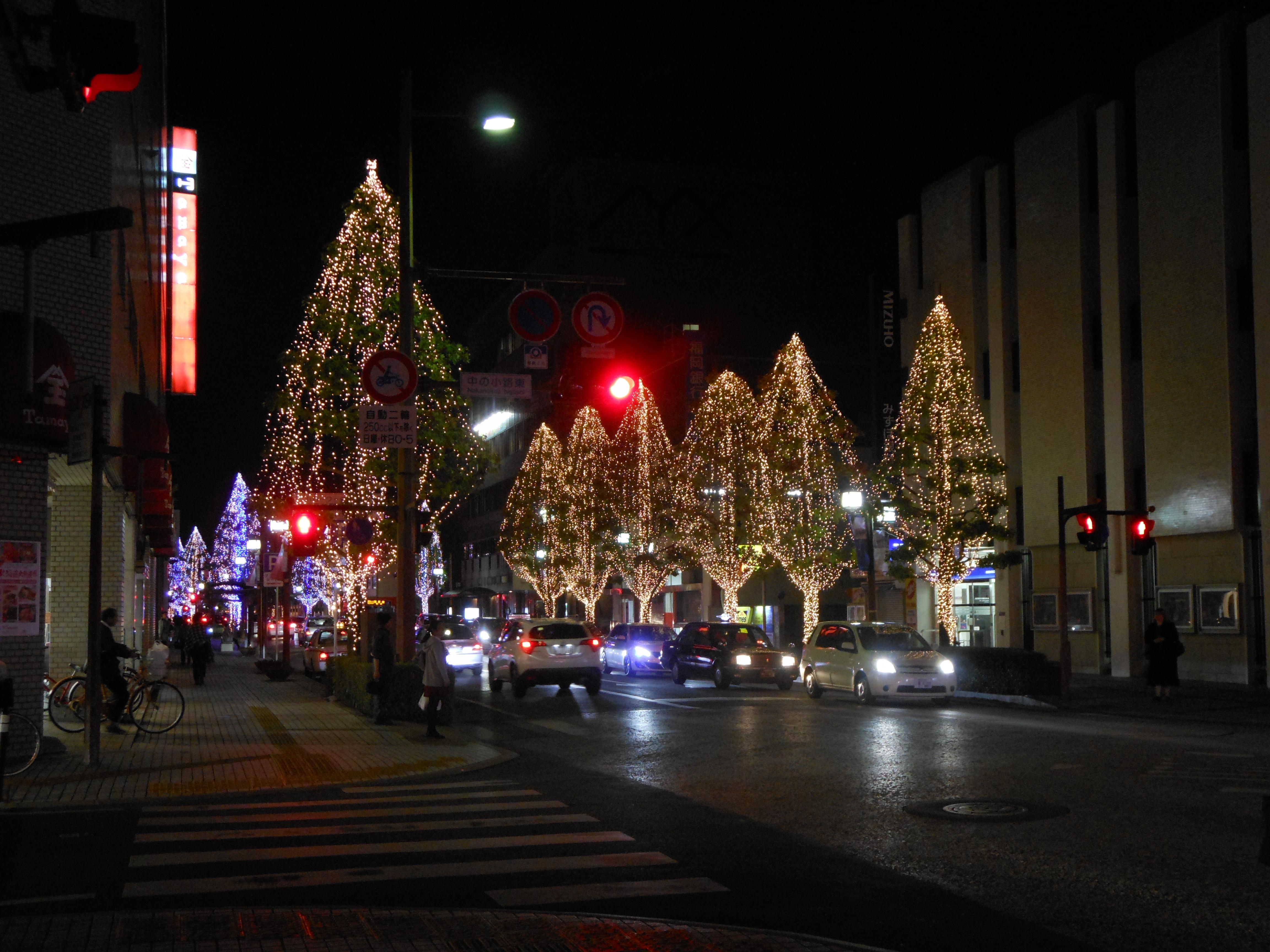
サガ・ライトファンタジーの電飾で彩られた通り。中の小路東交差点から佐賀玉屋方面、2015年11月。
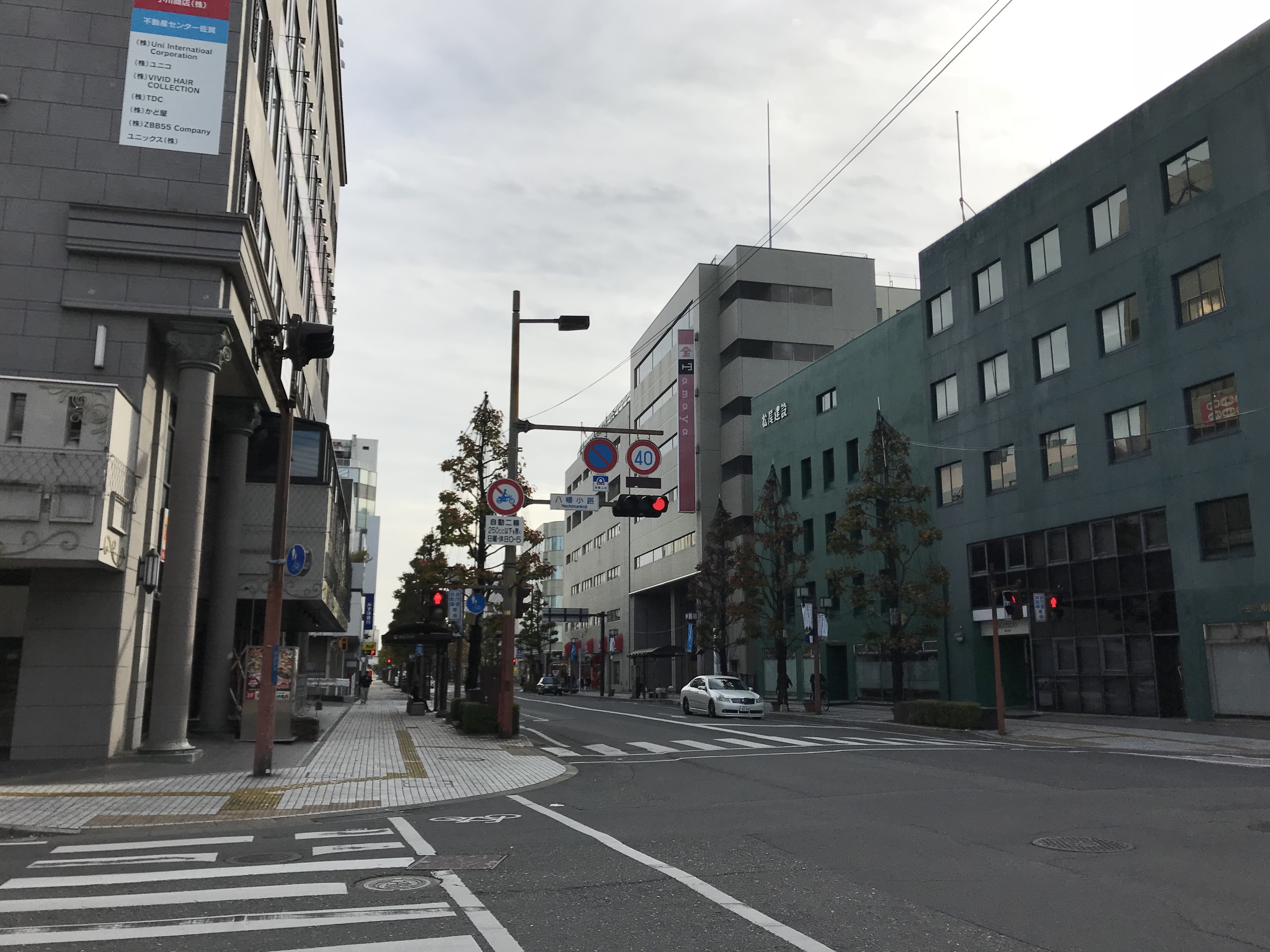
佐賀玉屋・旧松尾建設本社。八幡小路交差点（2017年）

### 沿線
佐賀駅南口ロータリーから約1.5 kmをほぼ一直線に南下する。大通り沿いは企業支社や大手金融機関支店、各種商店などが並ぶ佐賀市の中心市街地で、途中の唐人一丁目北交差点から中央橋交差点までは唐人町商店街となる。佐賀中央郵便局・NHK佐賀放送局および佐賀城北濠の向こうに佐賀県庁舎・佐賀県立図書館に面する終点の佐賀城北御堀端交差点は、東西の国道264号東いちょう通り（貫通道路）および南のくすの栄橋・本丸通りと接続する佐賀市の主要交差点。北濠の向こう側は佐賀城公園や文化施設がある城内地区。
- JR九州長崎本線 佐賀駅
- コムボックス佐賀駅前
- ホテルルートイン佐賀駅前
- 太陽生命佐賀ビル
- 佐賀駅前郵便局
- 商工中金佐賀支店
- 朝日生命佐賀駅前ビル・三井住友銀行佐賀支店
- 佐賀東京海上日動ビルディング・佐賀社会保険事務局
- 佐賀中央第一生命ビル
- 明治安田生命佐賀ビル・野村證券佐賀支店
- 福岡銀行佐賀支店
- 村岡屋本店
- 大和証券佐賀支店

（ここより唐人町商店街）
- 佐賀銀行本店
- 村岡総本舗唐人町店
- 北島白山本店

（ここまで唐人町商店街）
- みずほ銀行佐賀支店
- 佐賀玉屋
- 佐賀バルーンミュージアム
- 三井住友信託銀行佐賀支店
- 佐賀中央郵便局
- NHK佐賀放送局